# Leptocerus
Leptocerus – rodzaj owadów z rzędu chruścików i rodziny Leptoceridae. Larwy prowadzą wodny tryb życia, budują przezroczyste domki z przędzy jedwabnej. Larwy Leptocerus tineiformis żyją w jeziorach, w strefie elodeidów. Mogą pływać wraz z domkiem. Larwy Leptocerus interruptus zasiedlają rzeki północnej Polski (Pojezierze Pomorskie, Pojezierze Mazurskie). 
Gatunki występujące w Polsce:
- Leptocerus interruptus
- Leptocerus tineiformis